# Andreas zu Leiningen
Andreas Fürst zu Leiningen (Frankfurt am Main, 27 november 1955) is sinds 30 oktober 1991 de 8e vorst zu Leiningen en hoofd van het Huis Zu Leiningen.

## Biografie
Leiningen is een telg uit het geslacht Zu Leiningen en een zoon van Emich zu Leiningen (1926-1991), 7e vorst zu Leiningen, en Eilika Herzogin von Oldenburg (1928-2016), de laatste een dochter van erfgroothertog Nicolaas van Oldenburg (1897-1970) en Helena prinses zu Waldeck und Pyrmont (1899-1948).
Leiningen volgde volgens het erfverdrag van 14 april 1925 in 1991 zijn vader op als vorst en hoofd van het Huis zu Leiningen, daar zijn oudere broer Karl-Emich Prinz zu Leiningen (1952) op 24 mei 1991 met de niet-adellijke Gabriele Thyssen was getrouwd. Hij trouwde zelf in 1981 met Alexandra Prinzessin von Hannover, von Groβbrittannien und Irland, Herzogin zu Baunschweig und Lüneburg (1959), dochter van dr. jur. Ernst August von Hannover (1914-1987), hoofd van het Huis Hannover en zus van Ernst August van Hannover (1954), in 2019 hoofd van het Huis Hannover. Zij kregen drie kinderen, onder wie Ferdinand zu Leiningen (1982), erfprins en vermoedelijke opvolger als vorst en hoofd van het Huis zu Leiningen.
Volgens familietraditie voert Leiningen, die ondernemer is, als hoofd van het huis de titel Fürst; aangezien het adelsrecht in Duitsland onderdeel is van het naamrecht is hij officieel ingeschreven als Prinz zu Leiningen. Hij voert tevens nog de volgende titels: Pfalzgraf zu Mosbach, Graf zu Dürn, heer zu Amorbach, Miltenberg, Bischofsheim, Bosberg, Hardheim, Schüpf en Lauda, en het predicaat Doorluchtigheid. Hij bewoont met zijn gezin het Fürstlich-Leiningensches Palais Amorbach.